# Anna Ehrlich
Anna Ehrlich (* 1943 in Wien) ist eine österreichische Autorin.

## Leben
Ehrlich lebt in Wien und bietet unter dem Namen Wienfuehrung seit vielen Jahren historische Stadtführungen in Wien an, die sich mit der historischen und morbiden Seite der Donaumetropole beschäftigen. Sie ist Verfasserin historischer Romane und Sachbücher.

## Ehrungen
- Ehrenmedaille der Stadt Wien in Bronze 2010.[1]

## Werke (Auswahl)
- Szepter und Rose. Roman. Langen Müller, München 2004, ISBN 3-7844-2914-9 (über Kaiser Rudolf II).
- Auf den Spuren der Josefine Mutzenbacher. Eine Sittengeschichte von den Römern bis ins 20. Jahrhundert. Amalthea, Wien 2005, ISBN 3-85002-526-8, auch als Hörbuch erschienen (Radioropa, ISBN 978-3-86667-536-0).
- Hexen, Mörder, Henker. Eine Kriminalgeschichte Österreichs. Amalthea, Wien 2006, ISBN 3-85002-549-7.
- Ärzte, Bader, Scharlatane. Die Geschichte der österreichischen Medizin. Amalthea, Wien 2007, ISBN 978-3-85002-574-4.
- Heiden, Juden, Christen, Muslime. Die Geschichte der Religionen in Österreich. Amalthea, Wien 2009, ISBN 978-3-85002-682-6.
- Joseph Haydn. Stationen seines Lebens. Sutton, 2009,  ISBN 978-3-86680-411-1.
- Karl Lueger. Die zwei Gesichter der Macht. Amalthea, Wien 2010, ISBN 978-3-85002-700-7.
- Kleine Geschichte Wiens. Pustet, 2011, ISBN 978-3-7917-2330-3.
- Wien für kluge Leute. 52 Spaziergänge. Amalthea, Wien 2011, ISBN  978-3-85002-747-2.
- Wien für kluge Kinder. Amalthea, Wien 2012, ISBN  978-3-85002-820-2.
- Wien für coole Kids. Amalthea, Wien 2013, ISBN 978-3-85002-914-8.
- mit Christa Bauer: Der Wiener Kongress. Diplomaten, Intrigen und Skandale. Amalthea, Wien 2014, ISBN 978-3-85002-865-3.
- mit Christa Bauer: Erzherzogin Sophie. Die starke Frau am Wiener Hof. Amalthea, Wien 2015, ISBN 978-3-99050-024-8.